# Carl Moritz von Beurmann
Carl Moritz von Beurmann (* 28. November 1802 in Oppeln; † 29. Januar 1870 in Oppin) war ein preußischer Beamter.

## Familie
Er stammte aus einer 1790 geadelten Beamtenfamilie. Sein Vater war der Landrat Friedrich August von Beurmann. Die Mutter war Irmingard geb. Gräfin von Hohenthal. Er selbst heiratete später Agnes von Teubern (* 5. Februar 1812; † 15. Oktober 1871). Einer seiner Söhne war der Afrikaforscher Karl Moritz von Beurmann. Die Tochter Wally (1845–1913) war mit dem Juristen Ernst von Meier verheiratet.

## Leben
Beurmann studierte Rechtswissenschaften an der Friedrichs-Universität Halle und wurde 1821 Mitglied des Corps Saxonia Halle. Anschließend absolvierte er den üblichen Vorbereitungsdienst, ehe er 1830 Regierungsassessor in Potsdam wurde. Kurze Zeit später wechselte er in das Finanzministerium. Ab 1837 war er Geh. Finanzrat. Im Jahr 1840 wurde Beurmann zum Vizepräsidenten im Regierungsbezirk Posen ernannt. Ab 1842 war er kommissarischer und ab 1843 regulärer Oberpräsident der Provinz Posen. In seine Zeit fällt der Großpolnische Aufstand von 1848. Das Amt behielt Beurmann bis 1850. Außerdem war er Vorsitzender der Regierungskommission zur nationalen Reorganisation der Provinz Posen. 
Später war er Kurator der Friedrichs-Universität und Landtagsmarschall in der Provinz Sachsen. Er war ab 1863 Mitglied des Preußischen Herrenhauses. Zudem war Beurmann als Vize-Direktor mit Direktor Emil Freiherr von Reibnitz (1805–1868) und Landrat Heinrich von Helldorff führend als Mitglied der Central-Direktion in der Leitung des Landwirtschaftlichen Central-Vereins für die Provinz Sachsen und Anhalt tätig.